# Wzgórze Mickiewicza
Wzgórze Mickiewicza (in tedesco: Neuwonneberg) è una frazione di Danzica, situata nella parte centro-meridionale della città.